# Nick Diaz
Nickolas Robert Diaz (* 2. srpna 1983) je americký profesionální boxer a zápasník smíšených bojových umění. Dlouhodobě působí v organizaci Ultimate Fighting Championship (UFC). Zápasil také v organizacích PRIDE, EliteXC, DREAM a Shooto. Jeho mladší bratr Nate Diaz je bývalý zápasník smíšených bojových umění.

## Život
Narodil se a vyrostl ve Stocktonu v Kalifornii. Je mexického a anglofonního původu. Má mladšího bratra Natea a mladší sestru Ninu. Vychovávala je převážně matka Melissa, protože otec se s nimi příliš nestýkal.
Od mládí trénuje karate a aikido. Jeden rok navštěvoval Tokay High School v Lodi v Kalifornii, než ji opustil. Ve stejné době začal trénovat smíšená bojová umění. V květnu 2007 získal černý pás v brazilském jiu-jitsu.
Před jeho debutovým zápasem zemřela jeho přítelkyně Stephanie, která spáchala sebevraždu skokem pod auto.
Od roku 2001 zápasil v menších amerických organizacích.
Postupem času se dostal do organizace Ultimate Fighting Championship, kde se celosvětově proslavil.
V roce 2007 na několik let ze společnosti odešel a věnoval se boxu.
Do společnosti se opět vrátil až v září 2011. Přes několik pokusů se mu nikdy nepovedlo získat pás šampiona.
Během života měl několikrát problémy s policií. Mimo jiné je velkým zastáncem legalizace Marihuany.